# مارتينا ايبارياجا
ماريا مارتينا إيباريرياجا إلورياجا (بالإسبانية: Martina Ibaibarriaga)‏ (26 يناير 1788- 6 يونيو 1849) زعيمة حرب العصابات الإسبانية خلال حرب الاستقلال الإسبانية (1807- 1814). ظهرت أسطورة في وقت لاحق أنها تظاهرت بأنها رجل ليتم تجنيدها في الجيش الإسباني، وترقيت إلى رتبة مقدم.

## السيرة الذاتية
ولدت ماريا مارتينا إيباريرياجا إلورياجا في بيرايز، بسكاي، أسبانيا في 26 يناير 1788.
في عام 1810، كانت عائلة مارتينا ايبارياجا ما زلت في دورانغو، بسكاي. قام الفرنسيون باعتقالهم واستجوابهم ووجدوا أن مارتينا مرتدية ملابس الرجال إنضمت بعدها إلى فرقة حرب العصابات بيلارد «إل مانكو». في العام التالي كانت إيباريرياجا تتولى قيادة فرقتها الحربية المؤلفة من 50 رجلاً. اشتكت البلديات لقادة حرب العصابات من أن مقاتليها كانوا يأخذون حصص الإعاشة والإمدادات بالقوة، دون أن يدفعوا. نتيجةً لذلك، استولى مقاتلو فرانسيسكو إسبوز إي مينا على إيباريرياجا في موغاينا، بسكاي في 3 يوليو 1811 واقتادوها إلى تجمع لزعماء العصابات في فيلاركايو دي ميراينداد دي كاستيلا لافايجا، بورغوس. كان من بين القادة إسبوز مينا وفرانسيسكو دي لونجا وإيزيدورو سالازار وإغناسيو دي كوفيلاس. تم إعدام ثمانية من رجال من قبل فرقة إطلاق النار، لكنها كانت بمنأى عنهم.
تم السماح لمارتينا بالعمل تحت قيادة لونجا في الفترة المتبقية من الحرب.
انضمت إلى كتيبة الايبيرية، قوة حرب العصابات، حيث قابلت الملازم فيليكس أسينجو من أونيا، بورغوس في وقت مبكر من عام 1812. وقد أرسلته الحكومة الإسبانية لتعليم العصابات الجديدة. تزوج الثنائي في مارس 1812. ثم اشتركا معا في معركة فيتوريا في 21 يونيو 1813. بعد الحرب غادرت مارتينا الجيش لتذهبت مع زوجها للعيش في أونيا، حيث وُلد ابنهما فرانسيسكو أسينجو إيبا باريجا. يوجد سجل من محاكماتها بعد الحرب بتهمة السرقة، لكن تمت تبرئتها منها.
في محفوظات بامبلونا التاريخية. أعطاها فيرناندو السابع ملك إسبانيا لقب نقيب فخري.
في عام 1825 حصلت على معاش تقاعدي حكومي. توفيت في أونيا في 6 يونيو 1849.
في ديسمبر 1977، تم تسمية شارع في فيتوريا باسمها. تم تسمية الشارع عن طريق الخطأ «كورونيلا إيبارياراجا».

## الأسطورة
تعود الكثير من المفاهيم الخاطئة حول مارتينا دي إيباريرياجا إلى حفيدها ريكاردو بلانكو أسينجو، الذي كتب قصة خيالية عن جدته في دورية إلمباراسيل مدريد المؤرخة في 7 مايو 1883. حيث قيل إن والدها وشقيقها، اللذين كانا يديران صيدلية في بلباو، قُتلا على أيدي الفرنسيين في أغسطس عام 1808. ومن المؤكد أن هذا يمثل تحريفا لاحقا لقصتها. كما أنه من غير الصحيح أنها كانت تتنكر كرجل تحت اسم «مانويل مارتينيز» أو أنه بعد بلوغها رتبة نقيب تم اكتشاف جنسها في حصار سرقسطة. من المعروف أنها انضمت إلى رجال حرب العصابات دون إخفاء جنسها، كما فعلت نساء أخريات.
ومن المزيد من الأساطير والمفاهيم الخاطئة: "تكليف مارتينا في الجيش الإسباني متنكرا في زي رجل- أخذ اسم «مانويل مارتينيز»- هي المثال الوحيد المعروف في حرب شبه الجزيرة لامرأة تجندة وكانت تعمل كرجل- أصيبت بجروح خطيرة خلال الحصار الثاني لسرقسطة عام 1809 واكتُشفت هويتها الحقيقية. عندما قاتلت في معركة فيتوريا، لفتت انتباه الجنرال ويلينجتون فرانسيسكو دي لونجا وهي تمازحه، وأشاد ويلينجتون بشجاعة "مارتن" قبل أن تكشف أنها كانت امرأة. الحقيقة هي أن ولنجتون كان على بعد عدة كيلومترات من المنطقة التي حاربت فيها قوات لونجا ولم يتمكن من رؤية مارتينا في القتال. لم يجتمع لونجا وويلنجتون شخصيًا بعد عدة أسابيع. - وصلت إلى رتبة مقدم.

## وصلات خارجية
- السيرة الذاتية لمارتينا ايبارياجا